# 邵革军
邵革軍（1966年3月—），中华人民共和国政治人物，籍贯山西省高平市，中共党员。曾在共青团四川省委任职，之后曾在四川多个地市任职，2014年成为四川省首任信访局局长，2018年再度外放地方，曾任遂宁市委书记，现任中共达州市委书记。他也是中共二十大代表。

## 生平
邵革军早年在中华人民共和国核工业部汉中工业学校中专就读，毕业后获分配至化学工业部成都有机硅研究中心，先后担任团委书记、副经理，期间还曾挂职担任县级巴中市副市长，从此步入政坛，1996年以后历任共青团四川省委研究室副主任、四川省团校副校长、四川省团委青农部部长、统联部部长、省青年联合会秘书长、副书记等职务，2006年外放地方，在攀枝花、绵阳、乐山三市履职，历任攀枝花市人民政府副市长，中共攀枝花市委常委、市委秘书长、市委办公室主任，中共绵阳市委常委、组织部部长，乐山市委常委，常务副市长，在攀枝花任职期间，他还曾在西南交通大学进修。
2013年，邵革军回到成都，担任中共四川省委副秘书长，翌年，四川省信访局挂牌成立，他担任该局党组书记、局长兼四川省委、省政府信访办主任。2018年，接替赴德阳任职的赵世勇，出任中共遂宁市委书记，2021年4月，转任中共达州市委书记，2022年5月，他当选为中共二十大代表。